# Minnagara
Minnagara (greco antico: Μινναγάρ e Μιννάγαρα)era un'antica città dell'odierno Pakistan, preminente durante il regno degli Indo-sciti, situata sul fiume Indo a nord della città costiera di Barbarikon o lungo il fiume Narmada, a monte di Bharuch. In realtà è possibile che ci fossero due città con lo stesso nome, nei due luoghi indicati.

## Citazioni
Minnagara viene citata nel I secolo all'interno del Periplus maris erythraei:
(Periplus maris erythraei)
Una seconda volta Minnagara è citata sempre nel Periplus, dove sembra a monte di Bharuch:
(Periplus maris erythraei, cap. 41 )
Anche Tolomeo cita Minnagara che, secondo le sue spiegazioni, si troverebbe sul fiume Narmada, a monte di Bharuch e a valle di Ujjain:
(Tolomeo, Geografia, Libro 7, cap. I)
Minnagara potrebbe essere anche la stessa città di Manjábarí citata dai geografi arabi.
Visto che la parola sanscrita per "città" era "Nagara", il nome esatto della città potrebbe essere stato semplicemente "Min", un nome citato da Isidoro di Carace come città scita del Sakastan.